# 아스토레
아스토레 (Astore)는 스페인의 스포츠 의류 브랜드이자 기업 이름이다. 대한민국에서는 싸카스포츠에서 브랜드 독점 전개권을 가지고 있다.

## 스폰서

### 축구

#### 클럽
AFC
- 전남 드래곤즈 (2006 ~ 2009)
- 수원 FC (2007 ~ 2010, 2013)
- 제주 SK FC (2009 ~ 2012)
- 서울 노원 유나이티드 FC (2013)
- 강원 FC (2013 / 2016)
- 부천 FC 1995 (2015 ~ 2020)
- 경남 FC (2016)
- FC 안양 (2016 ~ 2017)
- 대전 하나 시티즌 (2017 ~ 2018 / 2020 ~ 2021 / 2023)
- 포항 스틸러스 (2017 ~ 2020)
- 청주 FC (2019)